# White Fox
White Fox Co., Ltd. (яп. 株式会社 WHITE FOX Кабусики-гайся Ховайто Фоккусу) — японская анимационная студия.

## История
Компания основана в апреле 2007 года Гаку Ивасой путём отделения от OLM, Inc.. Хотя основной специализацией студии является адаптация ранобэ в жанре тёмного фэнтези и некоторых других работ со зрелым и мрачным содержанием, она также известна несколькими успешными развлекательными аниме вроде повседневной комедии Gochuumon wa Usagi Desuka?. 
В то время как White Fox является ещё сравнительно молодой студией с небольшим количеством собственных проектов, многие их работы были значительно финансово успешны и становились крупными хитами, из которых наиболее известна адаптация визуальной новеллы Steins;Gate, названная рецензентом сайта Anime News Network «одним из самых захватывающих научно-фантастических триллеров в современном аниме».

## Работы

### Аниме-сериалы
- Tears to Tiara (2009)
- Katanagatari (2010)
- «Врата;Штейна» (2011)
- Jormungand (2012)
- Jormungand: Perfect Order (2012)
- Hataraku Maou-sama (2013)
- Akame ga Kill! (2014)
- SoniAni (2014)
- Gochuumon wa Usagi Desuka? (2014)
- Utawarerumono: Itsuwari no Kamen (2015)
- Gochuumon wa Usagi Desuka?? (2015; совместно с Kinema Citrus)
- «Re:Zero. Жизнь с нуля в альтернативном мире» (2016)
- Soushin Shoujo Matoi (2016)
- Zero kara Hajimeru Mahou no Sho (2017)
- «Последнее путешествие девочек» (2017)
- «Врата;Штейна 0» (2018)
- «Убийца Гоблинов» (2018)
- «Арифурэта: Сильнейший ремесленник в мире» (2019; совместно с Asread)
- The Hero is Overpowered but Overly Cautious (2019)
- «Re:Zero. Жизнь с нуля в альтернативном мире. Второй сезон» (2020)
- Utawarerumono: Futari no Hakuoro (2022)
- Sengoku Youko (2024)
- Re:Zero. Жизнь с нуля в альтернативном мире. Третий сезон» (2024)

### OVA/ONA
- Steins;Gate: Oukoubakko no Poriomania (2012)
- Steins;Gate: Soumei Eichi no Cognitive Computing (2014)
- Steins;Gate: Kyoukaimenjou no Missing Link (2015)
- Utawarerumono: Tusukuru-kōjo no Karei Naru Hibi (2018)
- Re: Zero kara Hajimeru Isekai Seikatsu: Memory Snow (2018)
- «Врата;Штейна 0» (2018)
- Re: Zero kara Hajimeru Isekai Seikatsu: Hyōketsu no Kizuna (2019)
- «Арифурэта: Сильнейший ремесленник в мире» (2019; совместно с Asread)

### Анимационные фильмы
- Steins;Gate: Fuka Ryouiki no Déjà Vu (2013)
- Peace Maker Kurogane (2017–2018)
- Goblin Slayer: Goblin's Crown (2020)

### Помощь в создании
- Rewrite (второй трейлер)[3]